# Interlands Estisch voetbalelftal 1991-1999
Deze pagina toont een chronologisch en gedetailleerd overzicht van de interlands die het Estisch voetbalelftal heeft gespeeld in de periode 1991 – 1999, kort na de onafhankelijkheid van de Sovjet-Unie.

## Interlands

### 1991
|                                                                    |                                                                                         |       |                |                                                                                |
| 15 november Baltische Beker 1991 Officieus duel «onderlinge duels» | Litouwen                                                                                | 4 – 1 | Estland        | Žalgirisstadion, Klaipėda Toeschouwers: 200 Scheidsrechter: Roman Lajuks (LAT) |
| 15 november Baltische Beker 1991 Officieus duel «onderlinge duels» | Stanislovas Vitkovskis 17' Tomas Ramelis 34' Valdas Urbonas 54' Darius Madgisauskas 69' |       | 14' Urmas Kirs | Žalgirisstadion, Klaipėda Toeschouwers: 200 Scheidsrechter: Roman Lajuks (LAT) |

|                                                                    |         |                                          |         |                                                                                  |
| 16 november Baltische Beker 1991 Officieus duel «onderlinge duels» | Estland | 0 – 2                                    | Letland | Žalgirisstadion, Klaipėda Toeschouwers: 200 Scheidsrechter: Gintaras Dilda (LTU) |
| 16 november Baltische Beker 1991 Officieus duel «onderlinge duels» |         | 42' Dzintaras Sprogis 79' Igors Troickis |         | Žalgirisstadion, Klaipėda Toeschouwers: 200 Scheidsrechter: Gintaras Dilda (LTU) |

### 1992
|                                                                     |                     |       |                     |                                                                             |
| 3 juni Vriendschappelijk № 108 «onderlinge duels» 19:00 uur (UTC+3) | Estland             | 1 – 1 | Slovenië            | Kadriorustadion, Tallinn Toeschouwers: 3.500 Scheidsrechter: Aho Eero (FIN) |
| 3 juni Vriendschappelijk № 108 «onderlinge duels» 19:00 uur (UTC+3) | Aleksandr Puštov 5' |       | 73' Igor Benedejčič | Kadriorustadion, Tallinn Toeschouwers: 3.500 Scheidsrechter: Aho Eero (FIN) |

|                                                                         |                                       |       |                   |                                                                                        |
| 10 juli Baltische Beker 1992 № 109 «onderlinge duels» 18:30 uur (UTC+3) | Letland                               | 2 – 1 | Estland           | Daugavastadion, Liepāja Toeschouwers: 1.200 Scheidsrechter: Anatolijus Rezepovas (LTU) |
| 10 juli Baltische Beker 1992 № 109 «onderlinge duels» 18:30 uur (UTC+3) | Ainars Linards 34' Ainars Linards 38' |       | 61' Indro Olumets | Daugavastadion, Liepāja Toeschouwers: 1.200 Scheidsrechter: Anatolijus Rezepovas (LTU) |

|                                                       |                     |       |                   |                                                                              |
| 11 juli Baltische Beker 1992 № 110 «onderlinge duels» | Litouwen            | 1 – 1 | Estland           | Daugavastadion, Liepāja Toeschouwers: 500 Scheidsrechter: Roman Lajuks (LAT) |
| 11 juli Baltische Beker 1992 № 110 «onderlinge duels» | Vaidotas Slekys 27' |       | 64' Indro Olumets | Daugavastadion, Liepāja Toeschouwers: 500 Scheidsrechter: Roman Lajuks (LAT) |

|                                                                             |         | |             |                                                                                       |
| 16 augustus WK 1994 kwalificatie № 111 «onderlinge duels» 18:00 uur (UTC+3) | Estland | 0 – 6 | Zwitserland | Kadriorustadion, Tallinn Toeschouwers: 2.412 Scheidsrechter: Michał Listkiewicz (POL) |
| 16 augustus WK 1994 kwalificatie № 111 «onderlinge duels» 18:00 uur (UTC+3) |         | 12' Stéphane Chapuisat 29' Georges Bregy 46' Adrian Knup 66' Adrian Knup 68' Stéphane Chapuisat 84' Ciriaco Sforza |             | Kadriorustadion, Tallinn Toeschouwers: 2.412 Scheidsrechter: Michał Listkiewicz (POL) |

|                                                                            |       |       |         |                                                                                 |
| 25 oktober WK 1994 kwalificatie № 112 «onderlinge duels» 15:00 uur (UTC+1) | Malta | 0 – 0 | Estland | Ta' Qalistadion, Ta' Qali Toeschouwers: 8.000 Scheidsrechter: Oğuz Sarvan (TUR) |
| 25 oktober WK 1994 kwalificatie № 112 «onderlinge duels» 15:00 uur (UTC+1) |       |       |         | Ta' Qalistadion, Ta' Qali Toeschouwers: 8.000 Scheidsrechter: Oğuz Sarvan (TUR) |

### 1993
|                                                                          |         |       |         |                                                                                        |
| 20 februari Baltic Indoor Cup № 113 «onderlinge duels» 17:00 uur (UTC+2) | Finland | 0 – 0 | Estland | Myyrmäki Indoor Hall, Vantaa Toeschouwers: 1.000 Scheidsrechter: Juha Hirviniemi (FIN) |
| 20 februari Baltic Indoor Cup № 113 «onderlinge duels» 17:00 uur (UTC+2) |         |       |         | Myyrmäki Indoor Hall, Vantaa Toeschouwers: 1.000 Scheidsrechter: Juha Hirviniemi (FIN) |

|                                                        |                                            |       |         |                                                                                          |
| 21 februari Baltic Indoor Cup № 114 «onderlinge duels» | Letland                                    | 2 – 0 | Estland | Myyrmäki Indoor Hall, Vantaa Toeschouwers: 100 Scheidsrechter: Styrbjörn Oskarsson (ISL) |
| 21 februari Baltic Indoor Cup № 114 «onderlinge duels» | Rolands Bulders 28' Aleksejs Semjonovs 35' |       |         | Myyrmäki Indoor Hall, Vantaa Toeschouwers: 100 Scheidsrechter: Styrbjörn Oskarsson (ISL) |

|                                                                      |                                 |       |         |                                                                                |
| 7 april Vriendschappelijk № 115 «onderlinge duels» 16:30 uur (UTC+2) | Slovenië                        | 2 – 0 | Estland | ŽŠD Stadion, Ljubljana Toeschouwers: 2.500 Scheidsrechter: Alfred Wieser (AUT) |
| 7 april Vriendschappelijk № 115 «onderlinge duels» 16:30 uur (UTC+2) | Samir Zulič 13' Sašo Udovič 14' |       |         | ŽŠD Stadion, Ljubljana Toeschouwers: 2.500 Scheidsrechter: Alfred Wieser (AUT) |

|                                                                          |                                         |       |         |                                                                                   |
| 14 april WK 1994 kwalificatie № 116 «onderlinge duels» 20:30 uur (UTC+2) | Italië                                  | 2 – 0 | Estland | Stadio del Conero, Triëst Toeschouwers: 33.000 Scheidsrechter: Sándor Piler (HUN) |
| 14 april WK 1994 kwalificatie № 116 «onderlinge duels» 20:30 uur (UTC+2) | Roberto Baggio 21' Giuseppe Signori 87' |       |         | Stadio del Conero, Triëst Toeschouwers: 33.000 Scheidsrechter: Sándor Piler (HUN) |

|                                                                        |         |                      |       |                                                                                |
| 12 mei WK 1994 kwalificatie № 117 «onderlinge duels» 19:10 uur (UTC+3) | Estland | 0 – 1                | Malta | Kadriorustadion, Tallinn Toeschouwers: 7.000 Scheidsrechter: Markus Merk (GER) |
| 12 mei WK 1994 kwalificatie № 117 «onderlinge duels» 19:10 uur (UTC+3) |         | 16' Kristian Laferla |       | Kadriorustadion, Tallinn Toeschouwers: 7.000 Scheidsrechter: Markus Merk (GER) |

|                                                                        |         |                                                      |           |                                                                                 |
| 19 mei WK 1994 kwalificatie № 118 «onderlinge duels» 19:10 uur (UTC+3) | Estland | 0 – 3                                                | Schotland | Kadriorustadion, Tallinn Toeschouwers: 5.100 Scheidsrechter: Tore Hollung (NOR) |
| 19 mei WK 1994 kwalificatie № 118 «onderlinge duels» 19:10 uur (UTC+3) |         | 44' Kevin Gallacher 60' John Collins 73' Scott Booth |           | Kadriorustadion, Tallinn Toeschouwers: 5.100 Scheidsrechter: Tore Hollung (NOR) |

|                                                                        |                                                          |       |                   |                                                                                      |
| 2 juni WK 1994 kwalificatie № 119 «onderlinge duels» 20:00 uur (UTC+1) | Schotland                                                | 3 – 1 | Estland           | Pittodrie Stadium, Aberdeen Toeschouwers: 14.307 Scheidsrechter: Atanas Uzunov (BUL) |
| 2 juni WK 1994 kwalificatie № 119 «onderlinge duels» 20:00 uur (UTC+1) | Brian McClair 19' Brian McClair 28' Pat Nevin 73' (pen.) |       | 57' Sergei Bragin | Pittodrie Stadium, Aberdeen Toeschouwers: 14.307 Scheidsrechter: Atanas Uzunov (BUL) |

|                                                                        |         |                                             |         |                                                                                     |
| 2 juli Baltische Beker 1993 № 120 «onderlinge duels» 18:00 uur (UTC+3) | Estland | 0 – 2                                       | Letland | Pärnu Kalevstadion, Pärnu Toeschouwers: 300 Scheidsrechter: Jevgeni Tšelnokov (EST) |
| 2 juli Baltische Beker 1993 № 120 «onderlinge duels» 18:00 uur (UTC+3) |         | 52' Vitālijs Astafjevs 80' Aleksejs Sarando |         | Pärnu Kalevstadion, Pärnu Toeschouwers: 300 Scheidsrechter: Jevgeni Tšelnokov (EST) |

|                                                                        |                                       |       |                        |                                                                                |
| 4 juli Baltische Beker 1993 № 121 «onderlinge duels» 17:00 uur (UTC+3) | Estland                               | 2 – 1 | Litouwen               | Pärnu Kalevstadion, Pärnu Toeschouwers: 800 Scheidsrechter: Roman Lajuks (LAT) |
| 4 juli Baltische Beker 1993 № 121 «onderlinge duels» 17:00 uur (UTC+3) | Sergei Zamorski 25' Sergei Bragin 39' |       | 60' Viktoras Olšanskis | Pärnu Kalevstadion, Pärnu Toeschouwers: 800 Scheidsrechter: Roman Lajuks (LAT) |

|                                                                             |         |                                 |          |                                                                               |
| 5 september WK 1994 kwalificatie № 122 «onderlinge duels» 17:10 uur (UTC+3) | Estland | 0 – 2                           | Portugal | Kadriorustadion, Tallinn Toeschouwers: 2.750 Scheidsrechter: Ilkka Koho (FIN) |
| 5 september WK 1994 kwalificatie № 122 «onderlinge duels» 17:10 uur (UTC+3) |         | 31' Rui Costa 76' António Folha |          | Kadriorustadion, Tallinn Toeschouwers: 2.750 Scheidsrechter: Ilkka Koho (FIN) |

|                                                                              |         |                                                                  |        |                                                                                 |
| 22 september WK 1994 kwalificatie № 123 «onderlinge duels» 20:15 uur (UTC+3) | Estland | 0 – 3                                                            | Italië | Kadriorustadion, Tallinn Toeschouwers: 5.350 Scheidsrechter: Jan Damgaard (DEN) |
| 22 september WK 1994 kwalificatie № 123 «onderlinge duels» 20:15 uur (UTC+3) |         | 20' (pen.) Roberto Baggio 61' Roberto Mancini 76' Roberto Baggio |        | Kadriorustadion, Tallinn Toeschouwers: 5.350 Scheidsrechter: Jan Damgaard (DEN) |

|                                                                         |               |                                     |         |                                                                                    |
| 26 oktober Vriendschappelijk № 124 «onderlinge duels» 19:00 uur (UTC+1) | Liechtenstein | 0 – 2                               | Estland | Sportplatz Rheinau, Balzers Toeschouwers: 1.200 Scheidsrechter: Gerd Grabher (AUT) |
| 26 oktober Vriendschappelijk № 124 «onderlinge duels» 19:00 uur (UTC+1) |               | 56' Sergei Bragin 89' Lembit Rajala |         | Sportplatz Rheinau, Balzers Toeschouwers: 1.200 Scheidsrechter: Gerd Grabher (AUT) |

|                                                                             |                                                |       |         |                                                                                  |
| 10 november WK 1994 kwalificatie № 125 «onderlinge duels» 21:00 uur (UTC+1) | Portugal                                       | 3 – 0 | Estland | Estádio da Luz, Lissabon Toeschouwers: 11.000 Scheidsrechter: Eric Blareau (BEL) |
| 10 november WK 1994 kwalificatie № 125 «onderlinge duels» 21:00 uur (UTC+1) | Paulo Futre 2' Oceano 37' (pen.) Rui Águas 86' |       |         | Estádio da Luz, Lissabon Toeschouwers: 11.000 Scheidsrechter: Eric Blareau (BEL) |

|                                                                             |                                                                                |       |         |                                                                            |
| 17 november WK 1994 kwalificatie № 126 «onderlinge duels» 20:30 uur (UTC+1) | Zwitserland                                                                    | 4 – 0 | Estland | Hardturm, Zürich Toeschouwers: 21.000 Scheidsrechter: Zoran Petrović (YUG) |
| 17 november WK 1994 kwalificatie № 126 «onderlinge duels» 20:30 uur (UTC+1) | Adrian Knup 31' Dominique Herr 34' Christophe Ohrel 45' Stéphane Chapuisat 61' |       |         | Hardturm, Zürich Toeschouwers: 21.000 Scheidsrechter: Zoran Petrović (YUG) |

### 1994
|                                                                      |                                                   |       |         |                                                                                     |
| 9 maart Vriendschappelijk № 127 «onderlinge duels» 18:00 uur (UTC+2) | Cyprus                                            | 2 – 0 | Estland | Paralimnistadion, Paralimni Toeschouwers: 1.000 Scheidsrechter: Loizos Loizou (CYP) |
| 9 maart Vriendschappelijk № 127 «onderlinge duels» 18:00 uur (UTC+2) | Marios Agathokleous 44' Pambis Andreou 54' (pen.) |       |         | Paralimnistadion, Paralimni Toeschouwers: 1.000 Scheidsrechter: Loizos Loizou (CYP) |

|                                                                    |                                                                         |       |         |                                                                                  |
| 7 mei Vriendschappelijk № 128 «onderlinge duels» 17:00 uur (UTC−7) | Verenigde Staten                                                        | 4 – 0 | Estland | Titan Stadium, Fullerton Toeschouwers: 2.158 Scheidsrechter: Joshua Patlak (USA) |
| 7 mei Vriendschappelijk № 128 «onderlinge duels» 17:00 uur (UTC−7) | Frank Klopas 36' Claudio Reyna 41' Marcelo Balboa 76' Joe-Max Moore 87' |       |         | Titan Stadium, Fullerton Toeschouwers: 2.158 Scheidsrechter: Joshua Patlak (USA) |

|                                                                     |                 |       |                                 |                                                                                 |
| 23 mei Vriendschappelijk № 129 «onderlinge duels» 19:00 uur (UTC+3) | Estland         | 1 – 2 | Wales                           | Kadriorustadion, Tallinn Toeschouwers: 3.500 Scheidsrechter: Roman Lajuks (LAT) |
| 23 mei Vriendschappelijk № 129 «onderlinge duels» 19:00 uur (UTC+3) | Martin Reim 86' |       | 56' Ian Rush 83' David Phillips | Kadriorustadion, Tallinn Toeschouwers: 3.500 Scheidsrechter: Roman Lajuks (LAT) |

|                                                                     |                                              |       |         |                                                                                   |
| 1 juni Vriendschappelijk № 130 «onderlinge duels» 18:00 uur (UTC+2) | Macedonië                                    | 2 – 0 | Estland | Gradskistadion, Skopje Toeschouwers: 10.000 Scheidsrechter: Dimitar Momirov (BUL) |
| 1 juni Vriendschappelijk № 130 «onderlinge duels» 18:00 uur (UTC+2) | Zoran Boškovski 12' Dragan Kanatlarovski 36' |       |         | Gradskistadion, Skopje Toeschouwers: 10.000 Scheidsrechter: Dimitar Momirov (BUL) |

|                                                                         |                                                                            |       |         |                                                                                 |
| 29 juli Baltische Beker 1994 № 131 «onderlinge duels» 18:30 uur (UTC+3) | Litouwen                                                                   | 3 – 0 | Estland | Žalgirisstadion, Vilnius Toeschouwers: 1.000 Scheidsrechter: Roman Lajuks (LAT) |
| 29 juli Baltische Beker 1994 № 131 «onderlinge duels» 18:30 uur (UTC+3) | Valdas Ivanauskas 11' (pen.) Valdas Ivanauskas 23' Saulius Mikalajūnas 61' |       |         | Žalgirisstadion, Vilnius Toeschouwers: 1.000 Scheidsrechter: Roman Lajuks (LAT) |

|                                                                         |         |                                            |         |                                                                                     |
| 30 juli Baltische Beker 1994 № 132 «onderlinge duels» 18:30 uur (UTC+3) | Estland | 0 – 2                                      | Letland | Žalgirisstadion, Vilnius Toeschouwers: 250 Scheidsrechter: Algirdas Dubinskas (LTU) |
| 30 juli Baltische Beker 1994 № 132 «onderlinge duels» 18:30 uur (UTC+3) |         | 31' Vitālijs Astafjevs 37' Rolands Bulders |         | Žalgirisstadion, Vilnius Toeschouwers: 250 Scheidsrechter: Algirdas Dubinskas (LTU) |

|                                                                        |                                                                                                  |       |         |                                                                                   |
| 16 augustus Vriendschappelijk № 133 «onderlinge duels» 19:00 uur (UTC) | IJsland                                                                                          | 4 – 0 | Estland | Akureyrarvöllur, Akureyri Toeschouwers: 1.470 Scheidsrechter: Rune Pedersen (NOR) |
| 16 augustus Vriendschappelijk № 133 «onderlinge duels» 19:00 uur (UTC) | Thorvaldur Örlygsson 18' Thorvaldur Örlygsson 39' Thorvaldur Örlygsson 43' Þórður Guðjónsson 54' |       |         | Akureyrarvöllur, Akureyri Toeschouwers: 1.470 Scheidsrechter: Rune Pedersen (NOR) |

|                                                                             |         |                                 |         |                                                                                  |
| 4 september EK 1996 kwalificatie № 134 «onderlinge duels» 17:10 uur (UTC+3) | Estland | 0 – 2                           | Kroatië | Kadriorustadion, Tallinn Toeschouwers: 1.250 Scheidsrechter: Václav Krondl (CZE) |
| 4 september EK 1996 kwalificatie № 134 «onderlinge duels» 17:10 uur (UTC+3) |         | 45' Davor Šuker 69' Davor Šuker |         | Kadriorustadion, Tallinn Toeschouwers: 1.250 Scheidsrechter: Václav Krondl (CZE) |

|                                                                           |         |                                               |        |                                                                                  |
| 8 oktober EK 1996 kwalificatie № 135 «onderlinge duels» 20:00 uur (UTC+2) | Estland | 0 – 2                                         | Italië | Kadriorustadion, Tallinn Toeschouwers: 4.000 Scheidsrechter: Werner Müller (SUI) |
| 8 oktober EK 1996 kwalificatie № 135 «onderlinge duels» 20:00 uur (UTC+2) |         | 20' Christian Panucci 77' Pierluigi Casiraghi |        | Kadriorustadion, Tallinn Toeschouwers: 4.000 Scheidsrechter: Werner Müller (SUI) |

|                                                                         |         | |         |                                                                                   |
| 26 oktober Vriendschappelijk № 136 «onderlinge duels» 14:00 uur (UTC+2) | Estland | 0 – 7 | Finland | Kalevi Keskstaadion, Tallinn Toeschouwers: 500 Scheidsrechter: Roman Lajuks (LAT) |
| 26 oktober Vriendschappelijk № 136 «onderlinge duels» 14:00 uur (UTC+2) |         | 5' Anders Eriksson 19' Jukka Ruhanen 29' Antti Sumiala 31' Ari Hjelm 39' Ari Hjelm 41' Jukka Ruhanen 85' Joonas Kolkka |         | Kalevi Keskstaadion, Tallinn Toeschouwers: 500 Scheidsrechter: Roman Lajuks (LAT) |

|                                                                         |         |       |         |                                                                                      |
| 6 november Vriendschappelijk № 137 «onderlinge duels» 13:00 uur (UTC+2) | Letland | 0 – 0 | Estland | FK Ozolnieki Stadion, Ozolnieki Toeschouwers: 400 Scheidsrechter: Roman Lajuks (LAT) |
| 6 november Vriendschappelijk № 137 «onderlinge duels» 13:00 uur (UTC+2) |         |       |         | FK Ozolnieki Stadion, Ozolnieki Toeschouwers: 400 Scheidsrechter: Roman Lajuks (LAT) |

|                                                                             |                                                                 |       |         |                                                                                |
| 13 november EK 1996 kwalificatie № 138 «onderlinge duels» 17:00 uur (UTC+2) | Oekraïne                                                        | 3 – 0 | Estland | NSK Olimpiejsky, Kiev Toeschouwers: 7.000 Scheidsrechter: Léon Schelings (BEL) |
| 13 november EK 1996 kwalificatie № 138 «onderlinge duels» 17:00 uur (UTC+2) | Serhiy Bezhenar 32' Urmas Kirs 45' (e.d.) Timerlan Huseinov 72' |       |         | NSK Olimpiejsky, Kiev Toeschouwers: 7.000 Scheidsrechter: Léon Schelings (BEL) |

### 1995
|                                                      |                  |       |         |                                                                                  |
| 4 januari Vriendschappelijk № 139 «onderlinge duels» | Vietnam          | 1 – 0 | Estland | Thống Nhấtstadion, Ho Chi Minhstad Toeschouwers: 12.060 Scheidsrechter: onbekend |
| 4 januari Vriendschappelijk № 139 «onderlinge duels» | Lê Huỳnh Đức 66' |       |         | Thống Nhấtstadion, Ho Chi Minhstad Toeschouwers: 12.060 Scheidsrechter: onbekend |

|                                                                         |         | |           |                                                                                     |
| 6 februari Vriendschappelijk № 140 «onderlinge duels» 20:00 uur (UTC+2) | Estland | 0 – 7 | Noorwegen | GSZ-stadion, Larnaca Toeschouwers: 100 Scheidsrechter: Anastasios Papaioannou (CYP) |
| 6 februari Vriendschappelijk № 140 «onderlinge duels» 20:00 uur (UTC+2) |         | 4' Jahn Ivar Jakobsen 13' Lars Bohinen 48' Harald Brattbakk 57' Gunnar Halle 58' Lars Bohinen 73' Jahn Ivar Jakobsen 89' Harald Brattbakk |           | GSZ-stadion, Larnaca Toeschouwers: 100 Scheidsrechter: Anastasios Papaioannou (CYP) |

|                                                                          |                                                           |       |                 |                                                                              |
| 15 februari Vriendschappelijk № 141 «onderlinge duels» 15:00 uur (UTC+2) | Cyprus                                                    | 3 – 1 | Estland         | GSZ-stadion, Larnaca Toeschouwers: 500 Scheidsrechter: Michael Ioannou (CYP) |
| 15 februari Vriendschappelijk № 141 «onderlinge duels» 15:00 uur (UTC+2) | Siniša Gogić 16' Yiotis Engomitis 83' Neofytos Larkou 85' |       | 76' Martin Reim | GSZ-stadion, Larnaca Toeschouwers: 500 Scheidsrechter: Michael Ioannou (CYP) |

|                                                                          |                                                                                       |       |                 |                                                                                  |
| 25 maart EK 1996 kwalificatie № 142 «onderlinge duels» 20:30 uur (UTC+1) | Italië                                                                                | 4 – 1 | Estland         | Arechistadion, Salerno Toeschouwers: 38.000 Scheidsrechter: Roger Philippi (LUX) |
| 25 maart EK 1996 kwalificatie № 142 «onderlinge duels» 20:30 uur (UTC+1) | Gianfranco Zola 45' Demetrio Albertini 58' Gianfranco Zola 65' Fabrizio Ravanelli 82' |       | 72' Martin Reim | Arechistadion, Salerno Toeschouwers: 38.000 Scheidsrechter: Roger Philippi (LUX) |

|                                                                          |                                                        |       |         |                                                                                         |
| 29 maart EK 1996 kwalificatie № 143 «onderlinge duels» 20:00 uur (UTC+2) | Slovenië                                               | 3 – 0 | Estland | Ljudski vrt-stadion, Maribor Toeschouwers: 1.850 Scheidsrechter: José João Mendes (POR) |
| 29 maart EK 1996 kwalificatie № 143 «onderlinge duels» 20:00 uur (UTC+2) | Zlatko Zahovič 40' Primož Gliha 52' Vladimir Kokol 90' |       |         | Ljudski vrt-stadion, Maribor Toeschouwers: 1.850 Scheidsrechter: José João Mendes (POR) |

|                                                                          |         |                       |          |                                                                                 |
| 26 april EK 1996 kwalificatie № 144 «onderlinge duels» 18:00 uur (UTC+3) | Estland | 0 – 1                 | Oekraïne | Kadriorustadion, Tallinn Toeschouwers: 1.700 Scheidsrechter: Tore Hollung (NOR) |
| 26 april EK 1996 kwalificatie № 144 «onderlinge duels» 18:00 uur (UTC+3) |         | 17' Timerlan Huseinov |          | Kadriorustadion, Tallinn Toeschouwers: 1.700 Scheidsrechter: Tore Hollung (NOR) |

|                                                                        |                                             |       |         |                                                                             |
| 19 mei Baltische Beker 1995 № 145 «onderlinge duels» 18:00 uur (UTC+3) | Letland                                     | 2 – 0 | Estland | Daugavastadion, Riga Toeschouwers: 300 Scheidsrechter: Sergejus Sliva (LTU) |
| 19 mei Baltische Beker 1995 № 145 «onderlinge duels» 18:00 uur (UTC+3) | Armands Zeiberliņš 37' Valērijs Ivanovs 67' |       |         | Daugavastadion, Riga Toeschouwers: 300 Scheidsrechter: Sergejus Sliva (LTU) |

|                                                      | |       |         |                                                                             |
| 20 mei Baltische Beker 1995 № 146 «onderlinge duels» | Litouwen | 7 – 0 | Estland | Daugavastadion, Riga Toeschouwers: 1.500 Scheidsrechter: Roman Lajuks (LAT) |
| 20 mei Baltische Beker 1995 № 146 «onderlinge duels» | Aurelijus Skarbalius 27' Virginijus Baltušnikas 34' Aidas Preikšaitis 36' Andrius Upstas 57' Andrius Zuta 62' Rimantas Žvingilas 75' Eimantas Poderis 88' |       |         | Daugavastadion, Riga Toeschouwers: 1.500 Scheidsrechter: Roman Lajuks (LAT) |

|                                                                         |                 |       |                                                    |                                                                                |
| 11 juni EK 1996 kwalificatie № 147 «onderlinge duels» 18:00 uur (UTC+3) | Estland         | 1 – 3 | Slovenië                                           | Kadriorustadion, Tallinn Toeschouwers: 1.100 Scheidsrechter: Paul Durkin (ENG) |
| 11 juni EK 1996 kwalificatie № 147 «onderlinge duels» 18:00 uur (UTC+3) | Martin Reim 26' |       | 38' Džoni Novak 69' Džoni Novak 80' Zlatko Zahovič | Kadriorustadion, Tallinn Toeschouwers: 1.100 Scheidsrechter: Paul Durkin (ENG) |

|                                                                             |         |                          |          |                                                                                      |
| 16 augustus EK 1996 kwalificatie № 148 «onderlinge duels» 17:00 uur (UTC+3) | Estland | 0 – 1                    | Litouwen | Kadriorustadion, Tallinn Toeschouwers: 2.000 Scheidsrechter: Karl-Erik Nilsson (SWE) |
| 16 augustus EK 1996 kwalificatie № 148 «onderlinge duels» 17:00 uur (UTC+3) |         | 48' Darius Maciulevičius |          | Kadriorustadion, Tallinn Toeschouwers: 2.000 Scheidsrechter: Karl-Erik Nilsson (SWE) |

|                                                                             | |       |                 |                                                                              |
| 3 september EK 1996 kwalificatie № 149 «onderlinge duels» 20:15 uur (UTC+2) | Kroatië | 7 – 1 | Estland         | Maksimirstadion, Zagreb Toeschouwers: 20.000 Scheidsrechter: Aron Huzu (ROU) |
| 3 september EK 1996 kwalificatie № 149 «onderlinge duels» 20:15 uur (UTC+2) | Mladen Mladenović 3' Davor Šuker 19' (pen.) Alen Bokšić 29' Zvonimir Boban 41' Davor Šuker 58' Igor Štimac 81' Davor Šuker 89' |       | 17' Martin Reim | Maksimirstadion, Zagreb Toeschouwers: 20.000 Scheidsrechter: Aron Huzu (ROU) |

|                                                                            | |       |         |                                                                                    |
| 11 oktober EK 1996 kwalificatie № 150 «onderlinge duels» 18:00 uur (UTC+3) | Litouwen                                                                                            | 5 – 0 | Estland | Žalgirisstadion, Vilnius Toeschouwers: 2.500 Scheidsrechter: Didier Pauchard (FRA) |
| 11 oktober EK 1996 kwalificatie № 150 «onderlinge duels» 18:00 uur (UTC+3) | Darius Maciulevičius 8' Arūnas Šuika 13' Arūnas Šuika 39' Vaidotas Šlekys 44' Valdas Ivanauskas 62' |       |         | Žalgirisstadion, Vilnius Toeschouwers: 2.500 Scheidsrechter: Didier Pauchard (FRA) |

### 1996
|                                                        |              |       |         |                                                                                           |
| 16 februari Vriendschappelijk № 151 «onderlinge duels» | Azerbeidzjan | 0 – 0 | Estland | Antonis Papadopoulosstadion, Larnaca Toeschouwers: 50 Scheidsrechter: Loizos Loizou (CYP) |
| 16 februari Vriendschappelijk № 151 «onderlinge duels» |              |       |         | Antonis Papadopoulosstadion, Larnaca Toeschouwers: 50 Scheidsrechter: Loizos Loizou (CYP) |

|                                                                          |                         |       |         |                                                                                 |
| 20 februari Vriendschappelijk № 152 «onderlinge duels» 15:15 uur (UTC+2) | Cyprus                  | 1 – 0 | Estland | Tsirionstadion, Limasol Toeschouwers: 50 Scheidsrechter: Costas Kapitanis (CYP) |
| 20 februari Vriendschappelijk № 152 «onderlinge duels» 15:15 uur (UTC+2) | Kostas Konstantinou 21' |       |         | Tsirionstadion, Limasol Toeschouwers: 50 Scheidsrechter: Costas Kapitanis (CYP) |

|                                                        |                                     |       |                                         |                                                                                      |
| 24 februari Vriendschappelijk № 153 «onderlinge duels» | Estland                             | 2 – 2 | Faeröer                                 | GSZ-Stadion, Larnaca Toeschouwers: 2.000 Scheidsrechter: Yiannakis Kyprianides (CYP) |
| 24 februari Vriendschappelijk № 153 «onderlinge duels» | Marko Kristal 13' Lembit Rajala 45' |       | 30' Óli Johannesen 45' Henning Jarnskor | GSZ-Stadion, Larnaca Toeschouwers: 2.000 Scheidsrechter: Yiannakis Kyprianides (CYP) |

|                                                                       |         |                                                                        |         |                                                                               |
| 24 april Vriendschappelijk № 154 «onderlinge duels» 18:00 uur (UTC+3) | Estland | 0 – 3                                                                  | IJsland | Kadriorustadion, Tallinn Toeschouwers: 500 Scheidsrechter: Roman Lajuks (LAT) |
| 24 april Vriendschappelijk № 154 «onderlinge duels» 18:00 uur (UTC+3) |         | 6' Bjarki Gunnlaugsson 20' Bjarki Gunnlaugsson 30' Bjarki Gunnlaugsson |         | Kadriorustadion, Tallinn Toeschouwers: 500 Scheidsrechter: Roman Lajuks (LAT) |

|                                                                     |         |       |         |                                                                                  |
| 29 mei Vriendschappelijk № 155 «onderlinge duels» 14:00 uur (UTC+3) | Estland | 0 – 0 | Turkije | Kadriorustadion, Tallinn Toeschouwers: 1.700 Scheidsrechter: Timo Keltanen (FIN) |
| 29 mei Vriendschappelijk № 155 «onderlinge duels» 14:00 uur (UTC+3) |         |       |         | Kadriorustadion, Tallinn Toeschouwers: 1.700 Scheidsrechter: Timo Keltanen (FIN) |

|                                                                        |                 |       |                     |                                                                                  |
| 7 juli Baltische Beker 1996 № 156 «onderlinge duels» 18:00 uur (UTC+3) | Estland         | 1 – 1 | Letland             | Kreenholmi Stadion, Narva Toeschouwers: 350 Scheidsrechter: Gintaras Dilda (LTU) |
| 7 juli Baltische Beker 1996 № 156 «onderlinge duels» 18:00 uur (UTC+3) | Urmas Rooba 36' |       | 16' Rolands Bulders | Kreenholmi Stadion, Narva Toeschouwers: 350 Scheidsrechter: Gintaras Dilda (LTU) |

|                                                                        |                        |       |                        |                                                                                   |
| 9 juli Baltische Beker 1996 № 157 «onderlinge duels» 18:00 uur (UTC+3) | Estland                | 1 – 1 | Litouwen               | Kreenholmi Stadion, Narva Toeschouwers: 1.000 Scheidsrechter: Sergejs Braga (LAT) |
| 9 juli Baltische Beker 1996 № 157 «onderlinge duels» 18:00 uur (UTC+3) | Martin Reim 21' (pen.) |       | 18' Rimantas Žvingilas | Kreenholmi Stadion, Narva Toeschouwers: 1.000 Scheidsrechter: Sergejs Braga (LAT) |

|                                                                             |                        |       |         |                                                                                  |
| 31 augustus WK 1998 kwalificatie № 158 «onderlinge duels» 18:30 uur (UTC+3) | Wit-Rusland            | 1 – 0 | Estland | Dinamostadion, Minsk Toeschouwers: 7.500 Scheidsrechter: Sergei Khussainov (RUS) |
| 31 augustus WK 1998 kwalificatie № 158 «onderlinge duels» 18:30 uur (UTC+3) | Uladzimir Makowski 35' |       |         | Dinamostadion, Minsk Toeschouwers: 7.500 Scheidsrechter: Sergei Khussainov (RUS) |

|                                                                           |                          |       |             |                                                                                     |
| 5 oktober WK 1998 kwalificatie № 159 «onderlinge duels» 15:00 uur (UTC+3) | Estland                  | 1 – 0 | Wit-Rusland | Kadriorustadion, Tallinn Toeschouwers: 1.500 Scheidsrechter: Richard O'Hanlon (IRL) |
| 5 oktober WK 1998 kwalificatie № 159 «onderlinge duels» 15:00 uur (UTC+3) | Sergei Hohlov-Simson 51' |       |             | Kadriorustadion, Tallinn Toeschouwers: 1.500 Scheidsrechter: Richard O'Hanlon (IRL) |

|                                                       |                                    |       |                                 |                                                                               |
| 30 oktober Vriendschappelijk № 160 «onderlinge duels» | Finland                            | 2 – 2 | Estland                         | Arto Tolsa Areena, Kotka Toeschouwers: 925 Scheidsrechter: Roman Lajuks (LAT) |
| 30 oktober Vriendschappelijk № 160 «onderlinge duels» | Tommi Grönlund 74' Antti Pohja 88' |       | 65' Meelis Rooba 80' Urmas Kirs | Arto Tolsa Areena, Kotka Toeschouwers: 925 Scheidsrechter: Roman Lajuks (LAT) |

|                                                        |                |       | |                                                                                                  |
| 13 november Vriendschappelijk № 161 «onderlinge duels» | Andorra        | 1 – 6 | Estland | Estadi Comunal, Andorra la Vella Toeschouwers: 1.500 Scheidsrechter: Celino Gracía Redondo (ESP) |
| 13 november Vriendschappelijk № 161 «onderlinge duels» | Agusti Pol 61' |       | 36' Indrek Zelinski 64' Argo Arbeiter 74' Argo Arbeiter 76' Argo Arbeiter 84' Argo Arbeiter 87' Marko Kristal | Estadi Comunal, Andorra la Vella Toeschouwers: 1.500 Scheidsrechter: Celino Gracía Redondo (ESP) |

|                                                        |                                                            |       |           |                                                                                      |
| 16 november Vriendschappelijk № 162 «onderlinge duels» | Estland                                                    | 3 – 0 | Indonesië | Stadio Luigi Ferraris, Genua Toeschouwers: 1.500 Scheidsrechter: Tiziano Pieri (ITA) |
| 16 november Vriendschappelijk № 162 «onderlinge duels» | Indrek Zelinski 6' Indrek Zelinski 45' Indrek Zelinski 71' |       |           | Stadio Luigi Ferraris, Genua Toeschouwers: 1.500 Scheidsrechter: Tiziano Pieri (ITA) |

### 1997
|                                                       |                                    |       |         |                                                                                  |
| 26 januari Vriendschappelijk № 163 «onderlinge duels» | Libanon                            | 2 – 0 | Estland | Beiroetstadion, Beiroet Toeschouwers: 10.000 Scheidsrechter: Taleb Ramadan (LIB) |
| 26 januari Vriendschappelijk № 163 «onderlinge duels» | Papken Malikian 75' Wael Nazha 82' |       |         | Beiroetstadion, Beiroet Toeschouwers: 10.000 Scheidsrechter: Taleb Ramadan (LIB) |

|                                                                             |         |       |           |                                                                                        |
| 11 februari WK 1998 kwalificatie № 164 «onderlinge duels» 20:00 uur (UTC+1) | Estland | 0 – 0 | Schotland | Stade Louis II, Monte Carlo Toeschouwers: 3.766 Scheidsrechter: Miroslav Radoman (YUG) |
| 11 februari WK 1998 kwalificatie № 164 «onderlinge duels» 20:00 uur (UTC+1) |         |       |           | Stade Louis II, Monte Carlo Toeschouwers: 3.766 Scheidsrechter: Miroslav Radoman (YUG) |

|                                                    |                                       |       |              |                                                                                                |
| 1 maart Vriendschappelijk № 165 «onderlinge duels» | Estland                               | 2 – 0 | Azerbeidzjan | Antonis Papadopoulosstadion, Larnaca Toeschouwers: 50 Scheidsrechter: Antonis Panayiotou (CYP) |
| 1 maart Vriendschappelijk № 165 «onderlinge duels» | Marko Kristal 35' Indrek Zelinski 76' |       |              | Antonis Papadopoulosstadion, Larnaca Toeschouwers: 50 Scheidsrechter: Antonis Panayiotou (CYP) |

|                                                                        |                                    |       |         |                                                                                   |
| 29 maart WK 1998 kwalificatie № 166 «onderlinge duels» 15:00 uur (UTC) | Schotland                          | 2 – 0 | Estland | Rugby Park, Kilmarnock Toeschouwers: 17.966 Scheidsrechter: Bernd Heynemann (GER) |
| 29 maart WK 1998 kwalificatie № 166 «onderlinge duels» 15:00 uur (UTC) | Tom Boyd 25' Janek Meet 52' (e.d.) |       |         | Rugby Park, Kilmarnock Toeschouwers: 17.966 Scheidsrechter: Bernd Heynemann (GER) |

|                                                                          |                                   |       |         |                                                                                    |
| 30 april WK 1998 kwalificatie № 167 «onderlinge duels» 20:00 uur (UTC+2) | Oostenrijk                        | 2 – 0 | Estland | Ernst Happelstadion, Wenen Toeschouwers: 27.500 Scheidsrechter: Amand Ancion (BEL) |
| 30 april WK 1998 kwalificatie № 167 «onderlinge duels» 20:00 uur (UTC+2) | Ivica Vastić 48' Peter Stöger 87' |       |         | Ernst Happelstadion, Wenen Toeschouwers: 27.500 Scheidsrechter: Amand Ancion (BEL) |

|                                                                        |                    |       |                                                                           |                                                                                    |
| 18 mei WK 1998 kwalificatie № 168 «onderlinge duels» 19:00 uur (UTC+3) | Estland            | 1 – 3 | Letland                                                                   | Kadriorustadion, Tallinn Toeschouwers: 2.500 Scheidsrechter: Darko Cvitkovic (CRO) |
| 18 mei WK 1998 kwalificatie № 168 «onderlinge duels» 19:00 uur (UTC+3) | Indrek Zelinski 5' |       | 53' Vladimirs Babičevs 80' Aleksandrs Jelisejevs 87' (e.d.) Marek Lemsalu | Kadriorustadion, Tallinn Toeschouwers: 2.500 Scheidsrechter: Darko Cvitkovic (CRO) |

|                                                                     |                |       |              |                                                                                          |
| 4 juni Vriendschappelijk № 169 «onderlinge duels» 19:00 uur (UTC+3) | Estland        | 1 – 0 | Azerbeidzjan | Viljandi linnastaadion, Viljandi Toeschouwers: 1.500 Scheidsrechter: Romans Lajuks (LAT) |
| 4 juni Vriendschappelijk № 169 «onderlinge duels» 19:00 uur (UTC+3) | Urmas Kirs 73' |       |              | Viljandi linnastaadion, Viljandi Toeschouwers: 1.500 Scheidsrechter: Romans Lajuks (LAT) |

|                                                                        |                                   |       |                                                           |                                                                                   |
| 8 juni WK 1998 kwalificatie № 170 «onderlinge duels» 20:00 uur (UTC+3) | Estland                           | 2 – 3 | Zweden                                                    | Kadriorustadion, Tallinn Toeschouwers: 2.500 Scheidsrechter: Ryszard Wójcik (POL) |
| 8 juni WK 1998 kwalificatie № 170 «onderlinge duels» 20:00 uur (UTC+3) | Andres Oper 74' Marko Kristal 84' |       | 14' Martin Dahlin 53' Pär Zetterberg 71' Kennet Andersson | Kadriorustadion, Tallinn Toeschouwers: 2.500 Scheidsrechter: Ryszard Wójcik (POL) |

|                                                                      |                                                                     |       |                    |                                                                                  |
| 22 juni Vriendschappelijk № 171 «onderlinge duels» 20:00 uur (UTC+3) | Estland                                                             | 4 – 1 | Andorra            | Linnastaadion, Kuressaare Toeschouwers: 932 Scheidsrechter: Jarmo Karhunen (FIN) |
| 22 juni Vriendschappelijk № 171 «onderlinge duels» 20:00 uur (UTC+3) | Indrek Zelinski 22' Marek Lemsalu 28' Andres Oper 66' Mati Pari 88' |       | 67' Idelfonso Lima | Linnastaadion, Kuressaare Toeschouwers: 932 Scheidsrechter: Jarmo Karhunen (FIN) |

|                                                                        |                                                  |       |                 |                                                                                |
| 9 juli Baltische Beker 1997 № 172 «onderlinge duels» 18:30 uur (UTC+3) | Litouwen                                         | 2 – 1 | Estland         | Žalgirisstadion, Vilnius Toeschouwers: 300 Scheidsrechter: Romans Lajuks (LAT) |
| 9 juli Baltische Beker 1997 № 172 «onderlinge duels» 18:30 uur (UTC+3) | Igoris Morinas 35' Dainius Suliauskas 69' (pen.) |       | 77' Martin Reim | Žalgirisstadion, Vilnius Toeschouwers: 300 Scheidsrechter: Romans Lajuks (LAT) |

|                                                                         |                   |       |                                          |                                                                                     |
| 10 juli Baltische Beker 1997 № 173 «onderlinge duels» 14:00 uur (UTC+3) | Estland           | 1 – 2 | Letland                                  | Žalgirisstadion, Vilnius Toeschouwers: 150 Scheidsrechter: Algirdas Dubinskas (LTU) |
| 10 juli Baltische Beker 1997 № 173 «onderlinge duels» 14:00 uur (UTC+3) | Marko Kristal 15' |       | 30' Vladimirs Babičevs 50' Marian Pahars | Žalgirisstadion, Vilnius Toeschouwers: 150 Scheidsrechter: Algirdas Dubinskas (LTU) |

|                                                                         |         |                                              |         |                                                                            |
| 6 augustus Vriendschappelijk № 174 «onderlinge duels» 19:00 uur (UTC+3) | Estland | 0 – 2                                        | Faeröer | Tamme Staadion, Tartu Toeschouwers: 500 Scheidsrechter: Leif Sundell (SWE) |
| 6 augustus Vriendschappelijk № 174 «onderlinge duels» 19:00 uur (UTC+3) |         | 47' Jens Erik Rasmussen 70' Jan Allan Müller |         | Tamme Staadion, Tartu Toeschouwers: 500 Scheidsrechter: Leif Sundell (SWE) |

|                                                                             |         |                                                    |            |                                                                                      |
| 20 augustus WK 1998 kwalificatie № 175 «onderlinge duels» 18:30 uur (UTC+3) | Estland | 0 – 3                                              | Oostenrijk | Kadriorustadion, Tallinn Toeschouwers: 1.600 Scheidsrechter: Georgios Fassolis (GRE) |
| 20 augustus WK 1998 kwalificatie № 175 «onderlinge duels» 18:30 uur (UTC+3) |         | 47' Toni Polster 69' Toni Polster 88' Toni Polster |            | Kadriorustadion, Tallinn Toeschouwers: 1.600 Scheidsrechter: Georgios Fassolis (GRE) |

|                                                                             |                               |       |         |                                                                              |
| 6 september WK 1998 kwalificatie № 176 «onderlinge duels» 18:30 uur (UTC+3) | Letland                       | 1 – 0 | Estland | Daugavastadion, Riga Toeschouwers: 2.500 Scheidsrechter: Otar Guntadze (GEO) |
| 6 september WK 1998 kwalificatie № 176 «onderlinge duels» 18:30 uur (UTC+3) | Mihails Zemļinskis 87' (pen.) |       |         | Daugavastadion, Riga Toeschouwers: 2.500 Scheidsrechter: Otar Guntadze (GEO) |

|                                                                            |                    |       |         |                                                                                        |
| 11 oktober WK 1998 kwalificatie № 177 «onderlinge duels» 16:00 uur (UTC+1) | Zweden             | 1 – 0 | Estland | Råsundastadion, Stockholm Toeschouwers: 18.702 Scheidsrechter: Stefan Ormandjiev (BUL) |
| 11 oktober WK 1998 kwalificatie № 177 «onderlinge duels» 16:00 uur (UTC+1) | Pär Zetterberg 25' |       |         | Råsundastadion, Stockholm Toeschouwers: 18.702 Scheidsrechter: Stefan Ormandjiev (BUL) |

|                                                        |            |                   |         |                                                                                        |
| 27 november Vriendschappelijk № 178 «onderlinge duels» | Filipijnen | 0 – 1             | Estland | Rizal Memorial Stadium, Manilla Toeschouwers: 3.000 Scheidsrechter: Jerry Andres (PHI) |
| 27 november Vriendschappelijk № 178 «onderlinge duels» |            | 46' Marko Kristal |         | Rizal Memorial Stadium, Manilla Toeschouwers: 3.000 Scheidsrechter: Jerry Andres (PHI) |

### 1998
|                                                                    | |       |         |                                                                                                 |
| 9 mei Vriendschappelijk № 179 «onderlinge duels» 16:00 uur (UTC+2) | Mexico | 6 – 0 | Estland | Stadio Enzo Mazotti, Montecatini Terme Toeschouwers: 500 Scheidsrechter: Cosimo Bolognino (ITA) |
| 9 mei Vriendschappelijk № 179 «onderlinge duels» 16:00 uur (UTC+2) | Alberto García Aspe 2' (pen.) Luis Hernández 9' Jaime Ordiales 37' Luis Hernández 52' Jaime Ordiales 58' Luis Hernández 76' |       |         | Stadio Enzo Mazotti, Montecatini Terme Toeschouwers: 500 Scheidsrechter: Cosimo Bolognino (ITA) |

|                                                                     |         |       |              |                                                                                         |
| 16 mei Vriendschappelijk № 180 «onderlinge duels» 18:00 uur (UTC+3) | Estland | 0 – 0 | Azerbeidzjan | Viljandi linnastaadion, Viljandi Toeschouwers: 1.500 Scheidsrechter: Jouni Hyytiä (FIN) |
| 16 mei Vriendschappelijk № 180 «onderlinge duels» 18:00 uur (UTC+3) |         |       |              | Viljandi linnastaadion, Viljandi Toeschouwers: 1.500 Scheidsrechter: Jouni Hyytiä (FIN) |

|                                                                        |                                                                                        |       |         |                                                                                      |
| 4 juni EK 2000 kwalificatie № 181 «onderlinge duels» 19:15 uur (UTC+3) | Estland                                                                                | 5 – 0 | Faeröer | Kadriorustadion, Tallinn Toeschouwers: 3.500 Scheidsrechter: Martin Ingvarsson (SWE) |
| 4 juni EK 2000 kwalificatie № 181 «onderlinge duels» 19:15 uur (UTC+3) | Kristen Viikmäe 12' Martin Reim 40' Sergei Terehhov 75' Andres Oper 86' Urmas Kirs 90' |       |         | Kadriorustadion, Tallinn Toeschouwers: 3.500 Scheidsrechter: Martin Ingvarsson (SWE) |

|                                                                      |                                     |       |                          |                                                                                               |
| 22 juni Vriendschappelijk № 182 «onderlinge duels» 19:15 uur (UTC+3) | Estland                             | 2 – 1 | Andorra                  | Kuressaare Linnastaadion, Kuressaare Toeschouwers: 1.000 Scheidsrechter: Oleg Timofeyev (EST) |
| 22 juni Vriendschappelijk № 182 «onderlinge duels» 19:15 uur (UTC+3) | Indrek Zelinski 29' Andres Oper 76' |       | 55' Jesús Julián Lucendo | Kuressaare Linnastaadion, Kuressaare Toeschouwers: 1.000 Scheidsrechter: Oleg Timofeyev (EST) |

|                                                       |         |                                          |         |                                                                                       |
| 25 juni Baltische Beker 1998 № 183 «onderlinge duels» | Estland | 0 – 2                                    | Letland | Valga linnastaadion, Valga Toeschouwers: 300 Scheidsrechter: Algirdas Dubinskas (LTU) |
| 25 juni Baltische Beker 1998 № 183 «onderlinge duels» |         | 19' Marian Pahars 87' Vladimirs Babičevs |         | Valga linnastaadion, Valga Toeschouwers: 300 Scheidsrechter: Algirdas Dubinskas (LTU) |

|                                                       |         |       |          |                                                                                       |
| 28 juni Baltische Beker 1998 № 184 «onderlinge duels» | Estland | 0 – 0 | Litouwen | Viljandi linnastaadion, Viljandi Toeschouwers: 400 Scheidsrechter: Roman Lajuks (LAT) |
| 28 juni Baltische Beker 1998 № 184 «onderlinge duels» |         |       |          | Viljandi linnastaadion, Viljandi Toeschouwers: 400 Scheidsrechter: Roman Lajuks (LAT) |

|                                                        |         |                       |          |                                                                                               |
| 20 augustus Vriendschappelijk № 185 «onderlinge duels» | Estland | 0 – 1                 | Moldavië | Spordikeskuse staadion, Kohtla-Järve Toeschouwers: 2.500 Scheidsrechter: Oleg Timofeyev (EST) |
| 20 augustus Vriendschappelijk № 185 «onderlinge duels» |         | 68' Serghei Cleșcenco |          | Spordikeskuse staadion, Kohtla-Järve Toeschouwers: 2.500 Scheidsrechter: Oleg Timofeyev (EST) |

|                                                                             |                       |       |                         |                                                                                  |
| 5 september EK 2000 kwalificatie № 186 «onderlinge duels» 20:30 uur (UTC+2) | Bosnië en Herzegovina | 1 – 1 | Estland                 | Koševostadion, Sarajevo Toeschouwers: 21.000 Scheidsrechter: Charles Agius (MLT) |
| 5 september EK 2000 kwalificatie № 186 «onderlinge duels» 20:30 uur (UTC+2) | Sergej Barbarez 74'   |       | 29' (e.d.) Mirsad Hibić | Koševostadion, Sarajevo Toeschouwers: 21.000 Scheidsrechter: Charles Agius (MLT) |

|                                                                           |                                    |       |                                  |                                                                                 |
| 23 september Vriendschappelijk № 187 «onderlinge duels» 17:00 uur (UTC+3) | Estland                            | 2 – 2 | Egypte                           | Kadriorustadion, Tallinn Toeschouwers: 2.500 Scheidsrechter: Roman Lajuks (LAT) |
| 23 september Vriendschappelijk № 187 «onderlinge duels» 17:00 uur (UTC+3) | Urmas Kirs 29' Indrek Zelinski 43' |       | 77' Hazem Emam 87' Hossam Hassan | Kadriorustadion, Tallinn Toeschouwers: 2.500 Scheidsrechter: Roman Lajuks (LAT) |

|                                                                            |                                                                 |       |                                             |                                                                                             |
| 10 oktober EK 2000 kwalificatie № 188 «onderlinge duels» 15:00 uur (UTC+1) | Schotland                                                       | 3 – 2 | Estland                                     | Tynecastle Park, Edinburgh Toeschouwers: 16.930 Scheidsrechter: Joaquim Bento Marques (POR) |
| 10 oktober EK 2000 kwalificatie № 188 «onderlinge duels» 15:00 uur (UTC+1) | Billy Dodds 70' Billy Dodds 85' Sergei Hohlov-Simson 79' (e.d.) |       | 35' Sergei Hohlov-Simson 76' Maksim Smirnov | Tynecastle Park, Edinburgh Toeschouwers: 16.930 Scheidsrechter: Joaquim Bento Marques (POR) |

|                                                                            |                                                                           |       |                     |                                                                                     |
| 14 oktober EK 2000 kwalificatie № 189 «onderlinge duels» 17:00 uur (UTC+2) | Tsjechië                                                                  | 4 – 1 | Estland             | Na Stínadlech, Teplice Toeschouwers: 13.500 Scheidsrechter: Eyjolfur Olafsson (ISL) |
| 14 oktober EK 2000 kwalificatie № 189 «onderlinge duels» 17:00 uur (UTC+2) | Pavel Nedvěd 8' Patrik Berger 20' Patrik Berger 38' Janek Meet 45' (e.d.) |       | 90+1' Argo Arbeiter | Na Stínadlech, Teplice Toeschouwers: 13.500 Scheidsrechter: Eyjolfur Olafsson (ISL) |

|                                                                          |                                                                |       |                   |                                                                                                |
| 18 november Vriendschappelijk № 190 «onderlinge duels» 16:00 uur (UTC+4) | Georgië                                                        | 3 – 1 | Estland           | Boris Paitsjadzestadion, Tbilisi Toeschouwers: 20.000 Scheidsrechter: Merab Malaghuradze (GEO) |
| 18 november Vriendschappelijk № 190 «onderlinge duels» 16:00 uur (UTC+4) | Micheil Asjvetia 65' Davit Dzjanasjia 72' Micheil Asjvetia 85' |       | 82' Argo Arbeiter | Boris Paitsjadzestadion, Tbilisi Toeschouwers: 20.000 Scheidsrechter: Merab Malaghuradze (GEO) |

|                                                        |                                       |       |                     |                                                                                    |
| 21 november Vriendschappelijk № 191 «onderlinge duels» | Armenië                               | 2 – 1 | Estland             | Kotayk Stadion, Abovyan Toeschouwers: 1.500 Scheidsrechter: Karen Nalbandian (ARM) |
| 21 november Vriendschappelijk № 191 «onderlinge duels» | Karen Barsegyan 8' Karen Simonyan 17' |       | 55' Indrek Zelinski | Kotayk Stadion, Abovyan Toeschouwers: 1.500 Scheidsrechter: Karen Nalbandian (ARM) |

|                                                        |                                                  |       |                |                                                                                      |
| 28 november Vriendschappelijk № 192 «onderlinge duels» | Azerbeidzjan                                     | 2 – 1 | Estland        | Stadsstadion Gandja, Gəncə Toeschouwers: 3.500 Scheidsrechter: Khagani Mamedov (ARM) |
| 28 november Vriendschappelijk № 192 «onderlinge duels» | Seykhun Sultanov 81' Khagani Mammadov 87' (pen.) |       | 68' Urmas Kirs | Stadsstadion Gandja, Gəncə Toeschouwers: 3.500 Scheidsrechter: Khagani Mamedov (ARM) |

### 1999
|                                                                             | |       |         |                                                                                    |
| 18 januari Vriendschappelijk 70-jarig jubileum IFA № 193 «onderlinge duels» | Israël | 7 – 0 | Estland | Ramat Ganstadion, Tel Aviv Toeschouwers: 800 Scheidsrechter: Laurent Duhamel (FRA) |
| 18 januari Vriendschappelijk 70-jarig jubileum IFA № 193 «onderlinge duels» | Avi Nimni 17' (pen.) Avi Tikva 29' Ronen Harazi 31' Ronen Harazi 36' Alon Mizrahi 43' Offer Shitrit 81' Jan Talesnikov 87' |       |         | Ramat Ganstadion, Tel Aviv Toeschouwers: 800 Scheidsrechter: Laurent Duhamel (FRA) |

|                                                                                               |                                                    |       |                                                                |                                                                                         |
| 22 januari Vriendschappelijk 70-jarig jubileum IFA № 194 «onderlinge duels» 14:00 uur (UTC+2) | Noorwegen                                          | 3 – 3 | Estland                                                        | Hapoel Umm al-Fahm FC, Umm al-Fahm Toeschouwers: 3.000 Scheidsrechter: Gaim Jakob (ISR) |
| 22 januari Vriendschappelijk 70-jarig jubileum IFA № 194 «onderlinge duels» 14:00 uur (UTC+2) | Ståle Solbakken 22' Roar Strand 56' John Carew 72' |       | 75' (pen.) Martin Reim 82' Indrek Zelinski 89' Indrek Zelinski | Hapoel Umm al-Fahm FC, Umm al-Fahm Toeschouwers: 3.000 Scheidsrechter: Gaim Jakob (ISR) |

|                                                                      |                                 |       |         |                                                                                      |
| 3 maart Vriendschappelijk № 195 «onderlinge duels» 18:30 uur (UTC+2) | Roemenië                        | 2 – 0 | Estland | Stadionul Național, Boekarest Toeschouwers: 15.000 Scheidsrechter: Marcel Lică (ROU) |
| 3 maart Vriendschappelijk № 195 «onderlinge duels» 18:30 uur (UTC+2) | Ionel Ganea 15' Ionel Ganea 79' |       |         | Stadionul Național, Boekarest Toeschouwers: 15.000 Scheidsrechter: Marcel Lică (ROU) |

|                                                    |                                                  |       |                                      |                                                                                                   |
| 6 maart Vriendschappelijk № 196 «onderlinge duels» | Azerbeidzjan                                     | 2 – 2 | Estland                              | Antonis Papadopoulosstadion, Larnaca Toeschouwers: 100 Scheidsrechter: Sotiris Constantinou (CYP) |
| 6 maart Vriendschappelijk № 196 «onderlinge duels» | Kurban Kurbanov 1' Vyacheslav Lychkin 30' (pen.) |       | 46' Kristen Viikmäe 71' Erko Saviauk | Antonis Papadopoulosstadion, Larnaca Toeschouwers: 100 Scheidsrechter: Sotiris Constantinou (CYP) |

|                                                                       |                          |       |                                         |                                                                                    |
| 16 maart Vriendschappelijk № 197 «onderlinge duels» 15:45 uur (UTC+2) | Cyprus                   | 1 – 2 | Estland                                 | Neo GSZ Stadion, Larnaca Toeschouwers: 200 Scheidsrechter: Andreas Georghiou (CYP) |
| 16 maart Vriendschappelijk № 197 «onderlinge duels» 15:45 uur (UTC+2) | Marios Christodoulou 81' |       | 59' Indrek Zelinski 85' Sergei Terehhov | Neo GSZ Stadion, Larnaca Toeschouwers: 200 Scheidsrechter: Andreas Georghiou (CYP) |

|                                                                          |                     |       |                                         |                                                                                        |
| 31 maart EK 2000 kwalificatie № 198 «onderlinge duels» 18:00 uur (UTC+2) | Litouwen            | 1 – 2 | Estland                                 | Žalgirisstadion, Vilnius Toeschouwers: 3.000 Scheidsrechter: Alfredo Trentalange (ITA) |
| 31 maart EK 2000 kwalificatie № 198 «onderlinge duels» 18:00 uur (UTC+2) | Arturas Fomenka 83' |       | 49' Sergei Terehhov 77' Sergei Terehhov | Žalgirisstadion, Vilnius Toeschouwers: 3.000 Scheidsrechter: Alfredo Trentalange (ITA) |

|                                                                        |         |                                  |          |                                                                                         |
| 5 juni EK 2000 kwalificatie № 199 «onderlinge duels» 19:00 uur (UTC+3) | Estland | 0 – 2                            | Tsjechië | Kadriorustadion, Tallinn Toeschouwers: 2.900 Scheidsrechter: Juan Ansuategui Roca (ESP) |
| 5 juni EK 2000 kwalificatie № 199 «onderlinge duels» 19:00 uur (UTC+3) |         | 45' Patrik Berger 84' Jan Koller |          | Kadriorustadion, Tallinn Toeschouwers: 2.900 Scheidsrechter: Juan Ansuategui Roca (ESP) |

|                                                                        |                |       |                                            |                                                                                     |
| 9 juni EK 2000 kwalificatie № 200 «onderlinge duels» 19:00 uur (UTC+3) | Estland        | 1 – 2 | Litouwen                                   | Kadriorustadion, Tallinn Toeschouwers: 2.000 Scheidsrechter: Hermann Albrecht (GER) |
| 9 juni EK 2000 kwalificatie № 200 «onderlinge duels» 19:00 uur (UTC+3) | Andres Oper 8' |       | 51' Tomas Ramelis 56' Darius Maciulevičius | Kadriorustadion, Tallinn Toeschouwers: 2.000 Scheidsrechter: Hermann Albrecht (GER) |

|                                                                          |                                        |       |         |                                                                                 |
| 18 augustus Vriendschappelijk № 201 «onderlinge duels» 18:00 uur (UTC+3) | Estland                                | 2 – 0 | Armenië | Pärnu Kalevstadion, Pärnu Toeschouwers: 500 Scheidsrechter: Margus Kotter (EST) |
| 18 augustus Vriendschappelijk № 201 «onderlinge duels» 18:00 uur (UTC+3) | Marko Kristal 79' Dmitri Ustritski 90' |       |         | Pärnu Kalevstadion, Pärnu Toeschouwers: 500 Scheidsrechter: Margus Kotter (EST) |

|                                                                             |         |                                  |         |                                                                              |
| 4 september EK 2000 kwalificatie № 202 «onderlinge duels» 17:00 uur (UTC+1) | Faeröer | 0 – 2                            | Estland | Tórsvøllur, Tórshavn Toeschouwers: 2.300 Scheidsrechter: Edo Trivković (CRO) |
| 4 september EK 2000 kwalificatie № 202 «onderlinge duels» 17:00 uur (UTC+1) |         | 88' Martin Reim 90' Raio Piiroja |         | Tórsvøllur, Tórshavn Toeschouwers: 2.300 Scheidsrechter: Edo Trivković (CRO) |

|                                                                             |         |       |           |                                                                                   |
| 8 september EK 2000 kwalificatie № 203 «onderlinge duels» 18:00 uur (UTC+3) | Estland | 0 – 0 | Schotland | Kadriorustadion, Tallinn Toeschouwers: 5.000 Scheidsrechter: Franz Stuchlik (AUT) |
| 8 september EK 2000 kwalificatie № 203 «onderlinge duels» 18:00 uur (UTC+3) |         |       |           | Kadriorustadion, Tallinn Toeschouwers: 5.000 Scheidsrechter: Franz Stuchlik (AUT) |

|                                                                           |                |       |                                                                     |                                                                                  |
| 9 oktober EK 2000 kwalificatie № 204 «onderlinge duels» 16:00 uur (UTC+3) | Estland        | 1 – 4 | Bosnië en Herzegovina                                               | Kadriorustadion, Tallinn Toeschouwers: 1.200 Scheidsrechter: Roelof Luinge (NED) |
| 9 oktober EK 2000 kwalificatie № 204 «onderlinge duels» 16:00 uur (UTC+3) | Andres Oper 4' |       | 42' Elvir Baljić 57' Elvir Baljić 67' Elvir Baljić 87' Elvir Baljić | Kadriorustadion, Tallinn Toeschouwers: 1.200 Scheidsrechter: Roelof Luinge (NED) |

|                                                                                        |                |       |                           |                                                                                               |
| 30 oktober Vriendschappelijk V.A.E. Vriendschapstoernooi 1999 № 205 «onderlinge duels» | V.A.E.         | 1 – 1 | Estland                   | Mohammed Bin Zayidstadion, Abu Dhabi Toeschouwers: 12.000 Scheidsrechter: Sakhakh Hamid (UAE) |
| 30 oktober Vriendschappelijk V.A.E. Vriendschapstoernooi 1999 № 205 «onderlinge duels» | Ali Kadhim 30' |       | 31' (e.d.) Mahmoud Haydar | Mohammed Bin Zayidstadion, Abu Dhabi Toeschouwers: 12.000 Scheidsrechter: Sakhakh Hamid (UAE) |

|                                                                                        |                                          |       |                                        |                                                                                                   |
| 1 november Vriendschappelijk V.A.E. Vriendschapstoernooi 1999 № 206 «onderlinge duels» | V.A.E.                                   | 2 – 2 | Estland                                | Mohammed Bin Zayidstadion, Abu Dhabi Toeschouwers: 8.500 Scheidsrechter: Fareed Al Marzouqi (UAE) |
| 1 november Vriendschappelijk V.A.E. Vriendschapstoernooi 1999 № 206 «onderlinge duels» | Eissa Abdullah 31' Abdul Salam Tumaa 81' |       | 19' (pen.) Martin Reim 38' Andres Oper | Mohammed Bin Zayidstadion, Abu Dhabi Toeschouwers: 8.500 Scheidsrechter: Fareed Al Marzouqi (UAE) |

|                                                                                        |                       |       |                     |                                                                                                  |
| 3 november Vriendschappelijk V.A.E. Vriendschapstoernooi 1999 № 207 «onderlinge duels» | Turkmenistan          | 1 – 1 | Estland             | Mohammed Bin Zayidstadion, Abu Dhabi Toeschouwers: 9.000 Scheidsrechter: Abdulla Al-Bannai (UAE) |
| 3 november Vriendschappelijk V.A.E. Vriendschapstoernooi 1999 № 207 «onderlinge duels» | Charyiar Muhhadov 38' |       | 47' Kristen Viikmäe | Mohammed Bin Zayidstadion, Abu Dhabi Toeschouwers: 9.000 Scheidsrechter: Abdulla Al-Bannai (UAE) |

|                                                        |                                                       |       |                                 |                                                                                  |
| 18 december Vriendschappelijk № 208 «onderlinge duels» | Griekenland                                           | 2 – 2 | Estland                         | Ethniko Stadion, Trikala Toeschouwers: 6.145 Scheidsrechter: Bruno Derrien (FRA) |
| 18 december Vriendschappelijk № 208 «onderlinge duels» | Georgios Georgiadis 18' Nikos Lyberopoulos 52' (pen.) |       | 20' Andres Oper 41' Andres Oper | Ethniko Stadion, Trikala Toeschouwers: 6.145 Scheidsrechter: Bruno Derrien (FRA) |

EJL · A-internationals · Bondscoaches · Statistieken · Estisch vrouwenelftal · Olympisch elftal · Estland U21 · Estland U20 · Estland U19 · Estland U18 · Estland U17 · Estland U16
1920 – 1929 ·
1930 – 1939 ·
1940 – 1949 ·
1950 – 1990 · 
1991 – 1999 ·
2000 – 2009 ·
2010 – 2019 ·
2020 − 2029
OS 1924
1920 ·
1921 ·
1922 ·
1923 ·
1924 ·
1925 ·
1926 ·
1927 ·
1928 ·
1929 · 
1930 · 
1931 · 
1932 · 
1933 · 
1934 · 
1935 · 
1936 · 
1937 · 
1938 · 
1939 · 
1940 · 
1941 · 
1942 · 
1943 · 1944 · 
1945 · 
1946 · 
1947 · 
1948 · 
1949 · 
1950 – 1990 · 
1991 · 
1992 · 
1993 · 
1994 · 
1995 · 
1996 · 
1997 · 
1998 · 
1999 · 
2000 · 
2001 · 
2002 · 
2003 · 
2004 · 
2005 · 
2006 · 
2007 · 
2008 · 
2009 · 
2010 · 
2011 · 
2012 · 
2013 · 
2014 · 
2015 · 
2016 ·
2017 ·
2018 ·
2019 ·
2020
Albanië ·
Andorra ·
Angola ·
Antigua en Barbuda ·
Argentinië ·
Armenië ·
Azerbeidzjan ·
België ·
Bosnië-Herzegovina ·
Brazilië ·
Bulgarije ·
Canada ·
Chili ·
China ·
Cyprus ·
Denemarken ·
Duitsland ·
Ecuador ·
Egypte ·
El Salvador ·
Engeland ·
Equatoriaal-Guinea ·
Faeröer ·
Fiji ·
Filipijnen ·
Finland ·
Frankrijk ·
Georgië · 
Gibraltar ·
Griekenland ·
Hongarije ·
Hongkong ·
Ierland ·
IJsland ·
Indonesië ·
Irak ·
Israël ·
Italië ·
Jordanië ·
Kazachstan ·
Kirgizië ·
Kroatië ·
Letland ·
Libanon ·
Liechtenstein ·
Litouwen ·
Luxemburg ·
Malta ·
Marokko ·
Mexico ·
Moldavië ·
Montenegro ·
Nederland ·
Nieuw-Caledonië ·
Nieuw-Zeeland ·
Noord-Ierland ·
Noord-Macedonië ·
Noorwegen ·
Oekraïne ·
Oezbekistan ·
Oman ·
Oostenrijk ·
Polen ·
Portugal ·
Qatar ·
Roemenië ·
Rusland ·
Saint Kitts en Nevis ·
San Marino ·
Saoedi-Arabië ·
Schotland ·
Servië ·
Slovenië ·
Slowakije · 
Spanje ·
Tadzjikistan ·
Thailand ·
Trinidad en Tobago ·
Tsjechië ·
Turkije ·
Turkmenistan ·
Uruguay ·
Vanuatu ·
Venezuela ·
Verenigde Arabische Emiraten ·
Verenigde Staten ·
Vietnam ·
Wales ·
Wit-Rusland ·
Zweden ·
Zwitserland
CONMEBOL: Bolivia · Chili  · Colombia · Ecuador · Uruguay · Venezuela

UEFA: Albanië · Andorra · Armenië · Azerbeidzjan · België · Bosnië en Herzegovina · Bulgarije · Cyprus · Denemarken · (West-)Duitsland · Duitse Democratische Republiek · Engeland · Estland · Faeröer · Finland · Frankrijk · Georgië · Griekenland · Hongarije · IJsland · Ierland · Israël · Italië · Joegoslavië · Kroatië · Letland · Liechtenstein · Litouwen · Luxemburg · Malta · Moldavië · Nederland · Noord-Ierland · Noord-Macedonië · Noorwegen · Oekraïne · Oostenrijk · Polen · Portugal · Roemenië · Rusland · San Marino · Schotland · Slovenië · Slowakije · Sovjet-Unie/GOS ·  Spanje · Tsjechië · Tsjecho-Slowakije · Turkije · Wales · Wit-Rusland · Zweden · Zwitserland

AFC: Kazachstan

CAF: Madagaskar

CONCACAF: Belize · Canada